# 茚酮
茚酮（英語：Indenone）是一种有机化合物，化学式C9H6O，可看做苯环与环戊烯酮环融合形成的化合物，可用于合成更复杂的化合物。